# Malcolm David Kelley
Malcolm David Kelley est né le 12 mai 1992 à Bellflower aux États-Unis est un acteur et chanteur américain. 

## Biographie
Malcolm David Kelley, parfois simplement crédité sans son deuxième prénom, a vu le jour le 12 mai 1992 à Bellflower (Californie). Il a passé les onze premiers mois de sa vie dans une famille d'accueil avant d'être adopté par les Kelley qui deux mois plus tard adoptèrent Sydney, qui devint alors sa sœur.
Malcolm aime jouer au football et au basket, malgré sa petite taille qui est de 1,70 m.
En 2002, alors qu'il n'avait que 10 ans, il joue dans Antwone Fisher (film) puis en 2004 dans Street Dancers notamment avec des anciens membres du groupe B2K : Omarion et J-Boog mais Malcolm se fait surtout connaître à l'âge de 12 ans en interprétant le rôle de Walt Lloyd dans la série télévisée Lost : Les Disparus. 
Avec son ami Tony Oller, il est membre du groupe duo pop MKTO (en) depuis 2012. Leur éponyme a été publié le 30 janvier 2014 par Columbia Records. Cinq mois plus tard, le duo sort un Extended play intitulé Bad Girl EP. Taylor Swift étant une fan du groupe, elle les a invités à se produire lors de sa tournée 1989 World Tour.

## Filmographie

### Cinéma
- 2002 : Antwone Fisher de Denzel Washington : Antwone Fisher à l'âge de 7 ans
- 2004 : Street Dancers (You Got Served) de Chris Stokes : Lil Saint
- 2008 : The Kings of Appletown de Robert Moresco (vidéo) : Cliff
- 2009 : Mississippi Damned (en) de Tina Mabry : Sammy jeune
- 2009 : Surviving Brotherhood de Ben Lee Foster (court métrage)
- 2017 : Detroit de Kathryn Bigelow : Michael Clark
- 2017 : True To The Game : Black

### Télévision

#### Téléfilms
- 2005 : L'École des champions (Knights of the South Bronx) de Allen Hughes : Jimmy
- 2011 : Shredd de Jason Lee : Nate jeune

#### Séries télévisées
- 1998 : Pour le meilleur... ? (For Your Love) : Reggie at 5 (Saison 1 - Épisode 8)
- 2001 : Malcolm (Malcolm in the Middle) : Un enfant (Saison 3 - Épisode 4)
- 2002 : Girlfriends : Malcolm (Saison 2 - Épisode 12)
- 2002 : Amy (Judging Amy) : Rudy Spruell (Saison 3 - Épisode 23)
- 2004 : Eve : Martin (Saison 1 - Épisode 22)
- 2004-2010 : Lost : Les Disparus : Walt Lloyd (33 épisodes)
- 2006 : New York, unité spéciale : Nathan Phelps (saison 7, épisode 12)
- 2006 : Earl (My Name Is Earl) : Alby (Saison 1 - Épisode 20)
- 2007-2010 : Saving Grace : Benjamin Cooley (4 épisodes)
- 2010-2011 : Gigantic : Finn Katins (18 épisodes)
- 2011 : The Closer : L.A. enquêtes prioritaires : Curtis Hill (Saison 7 - Épisode 11)
- 2014 : Les Thunderman : Lui-même (1 épisode)
- 2015 : Bones : Preston (1 épisode)
- 2017 : Blindspot : Keith Rhodes (1 épisode)